# Gordon Sackville
Gordon Sackville est un acteur américain du cinéma muet né le 8 décembre 1880 à Peterborough (Canada) et décédé le 26 août 1926 d'une attaque d'apoplexie à Los Angeles (Californie).

## Filmographie partielle
- 1911 : The Best Man Wins de Tom Ricketts
- 1912 : The Lost Address d'Al Christie
- 1913 : Master and Man, de J. Searle Dawley
- 1914 : Le Mari de l'Indienne (The Squaw Man), de Cecil B. DeMille et Oscar Apfel
- 1914 : The Tragedy of Ambition, de Colin Campbell
- 1914 : The Cherry Pickers, de Colin Campbell
- 1914 : The Midnight Call, de Fred Huntley
- 1916 : Pay Dirt, de Henry King
- 1917 : The Victor of the Plot, de Colin Campbell
- 1917 : The Love of Madge O'Mara, de Colin Campbell
- 1918 : Three X Gordon d'Ernest C. Warde
- 1920 : La Ruée (Homespun Folks) de John Griffith Wray
- 1924 : Un pleutre (The Snob) de Monta Bell